# Саут-Віндзор (Коннектикут)
Саут-Віндзор (англ. South Windsor) — місто (англ. town) в США, в окрузі Гартфорд штату Коннектикут. Населення — 26 918 осіб (2020).

### Клімат
| Клімат : Саут-Віндзор    | Клімат : Саут-Віндзор | Клімат : Саут-Віндзор | Клімат : Саут-Віндзор | Клімат : Саут-Віндзор | Клімат : Саут-Віндзор | Клімат : Саут-Віндзор | Клімат : Саут-Віндзор | Клімат : Саут-Віндзор | Клімат : Саут-Віндзор | Клімат : Саут-Віндзор | Клімат : Саут-Віндзор | Клімат : Саут-Віндзор | Клімат : Саут-Віндзор |
| Показник                 | Січ.                  | Лют.                  | Бер.                  | Квіт.                 | Трав.                 | Черв.                 | Лип.                  | Серп.                 | Вер.                  | Жовт.                 | Лист.                 | Груд.                 | Рік                   |
| Абсолютний максимум, °C  | 21,1                  | 23,3                  | 30,0                  | 33,9                  | 37,2                  | 37,8                  | 38,3                  | 38,9                  | 38,3                  | 31,7                  | 28,3                  | 23,9                  | 38,9                  |
| Середній максимум, °C    | 2,2                   | 3,9                   | 8,9                   | 15,6                  | 21,1                  | 26,1                  | 28,9                  | 27,8                  | 23,9                  | 17,2                  | 11,1                  | 5,0                   | 16,0                  |
| Середній мінімум, °C     | −7,8                  | −5,6                  | −1,7                  | 4,4                   | 9,4                   | 15,0                  | 18,3                  | 17,2                  | 12,2                  | 5,6                   | 1,7                   | −4,4                  | 5,4                   |
| Абсолютний мінімум, °C   | −27,2                 | −31,1                 | −20                   | −11,7                 | −3,9                  | 3,9                   | 7,2                   | 3,3                   | −1,7                  | −7,8                  | −15                   | −24,4                 | −31,1                 |
| Норма опадів, мм         | 80                    | 70                    | 91                    | 99                    | 99                    | 101                   | 102                   | 93                    | 88                    | 105                   | 98                    | 85                    | 1110                  |
| ------------------------ | --------------------- | --------------------- | --------------------- | --------------------- | --------------------- | --------------------- | --------------------- | --------------------- | --------------------- | --------------------- | --------------------- | --------------------- | --------------------- |
| Джерело: Weather Channel |                       |                       |                       |                       |                       |                       |                       |                       |                       |                       |                       |                       |                       |

## Демографія
Згідно з переписом 2010 року, у місті мешкало 25 709 осіб у 9918 домогосподарствах у складі 7109 родин. Було 10243 помешкання
Расовий склад населення:
| - 84,6 % — білих - 8,1 % — азіатів - 3,8 % — чорних або афроамериканців - 0,2 % — корінних американців - 0,1 % — вихідців з тихоокеанських островів - 1,3 % — осіб інших рас |

До двох чи більше рас належало 2,0 %. Частка іспаномовних становила 4,3 % від усіх жителів.
За віковим діапазоном населення розподілялося таким чином: 24,1 % — особи молодші 18 років, 60,5 % — особи у віці 18—64 років, 15,4 % — особи у віці 65 років та старші. Медіана віку мешканця становила 43,3 року. На 100 осіб жіночої статі у місті припадало 93,2 чоловіків;  на 100 жінок у віці від 18 років та старших — 88,6 чоловіків також старших 18 років.
Середній дохід на одне домашнє господарство  становив 122 502 долари США (медіана — 105 986), а середній дохід на одну сім'ю — 144 026 доларів (медіана — 123 263). Медіана доходів становила 85 121 долар для чоловіків та 61 995 доларів для жінок. За межею бідності перебувало 2,7 % осіб, у тому числі 0,8 % дітей у віці до 18 років та 5,9 % осіб у віці 65 років та старших.
Цивільне працевлаштоване населення становило 13 548 осіб. Основні галузі зайнятості: освіта, охорона здоров'я та соціальна допомога — 24,7 %, фінанси, страхування та нерухомість — 16,2 %, виробництво — 12,3 %, науковці, спеціалісти, менеджери — 11,4 %.